# Billberge
Billberge gehört zur Ortschaft Storkau (Elbe) und ist ein Ortsteil der Stadt Tangermünde im Landkreis Stendal in Sachsen-Anhalt.

## Geografie
Billberge, ein Straßendorf mit Gutskapelle, liegt 10 Kilometer nördlich von Tangermünde an der Elbe in der Altmark am Biosphärenreservat Mittelelbe.
Nachbarorte sind Wischer im Westen, Arneburg im Norden und Storkau (Elbe) im Süden.

## Geschichte

### Mittelalter bis 20. Jahrhundert
Der Ort wurde 1427 als billeberge erstmals genannt, als Markgraf Johann den Ortel von Zehmen (Czemyn) mit den Dörfern Storkau (Elbe) und Arnim belehnte. In der Urkunde ist die Rede von einem See unter dem billeberge. 1441 wird vom dorpe to Billeberge berichtet. 1477 ist bei der Auflistung der Gewalttaten der Quitzows der Krüger zu Bilberge genannt. Es gab dort also einen Krug. Danach wurde das Dorf zur Wüstung. Bereits 1544 wollte Friedrich Schenk von Lützendorf gegen Billeberge vf eine wuste veltmarck das Dorf neu errichten, was vom Kurfürsten abgelehnt wurde. Lützendorf wirtschaftete und wohnte aber schon 1543 in Billberge, was sich aus Akten über Gerichtsprozesse mit seinen Bauern ergibt.:S. 217, 338 Im Jahre 1588 gab es auf dem Gut Billberge einen Weinmeister, es wurde also Wein angebaut.:S. 195 Aus dem Jahre 1590 ist ein Kriminalfall überliefert, eine Fehde mit Brandstiftung, in der das Gut nebst drei Bauernhöfen in Flammen aufging.:S. 1313 Weitere Nennungen sind 1615 Vorwergk Bilbergk, 1687 Bilberge, 1711 Bilberge und 1804 das adlige Gut Billberg.
Das Rittergut hatte viele Besitzer, darunter 1615 bis 1686 die Gans Edle Herren zu Putlitz, bis 1694 den Hof- und Kammergerichtsrat Stephani, dann den Geheimrat und Vizekammerpräsident Samuel von Chwalkowski. Ab 1730 gehörte es, nach einem Teilungsrezeß der Töchter, der Witwe Geheime Etatsrätin von Chwalkowska, später ihren Erben, 1810 bis mindestens 1831 Johann Isaac Sieg, seit 1846 oder 1848 bis 1928 der Familie Bethge. 1928 bis 1930 gehörte das Gut dem Rittmeister Ernst Barz und schließlich von 1930 bis zur Enteignung 1945 der Familie Rusche.

### Mitte 20. Jahrhundert bis heute

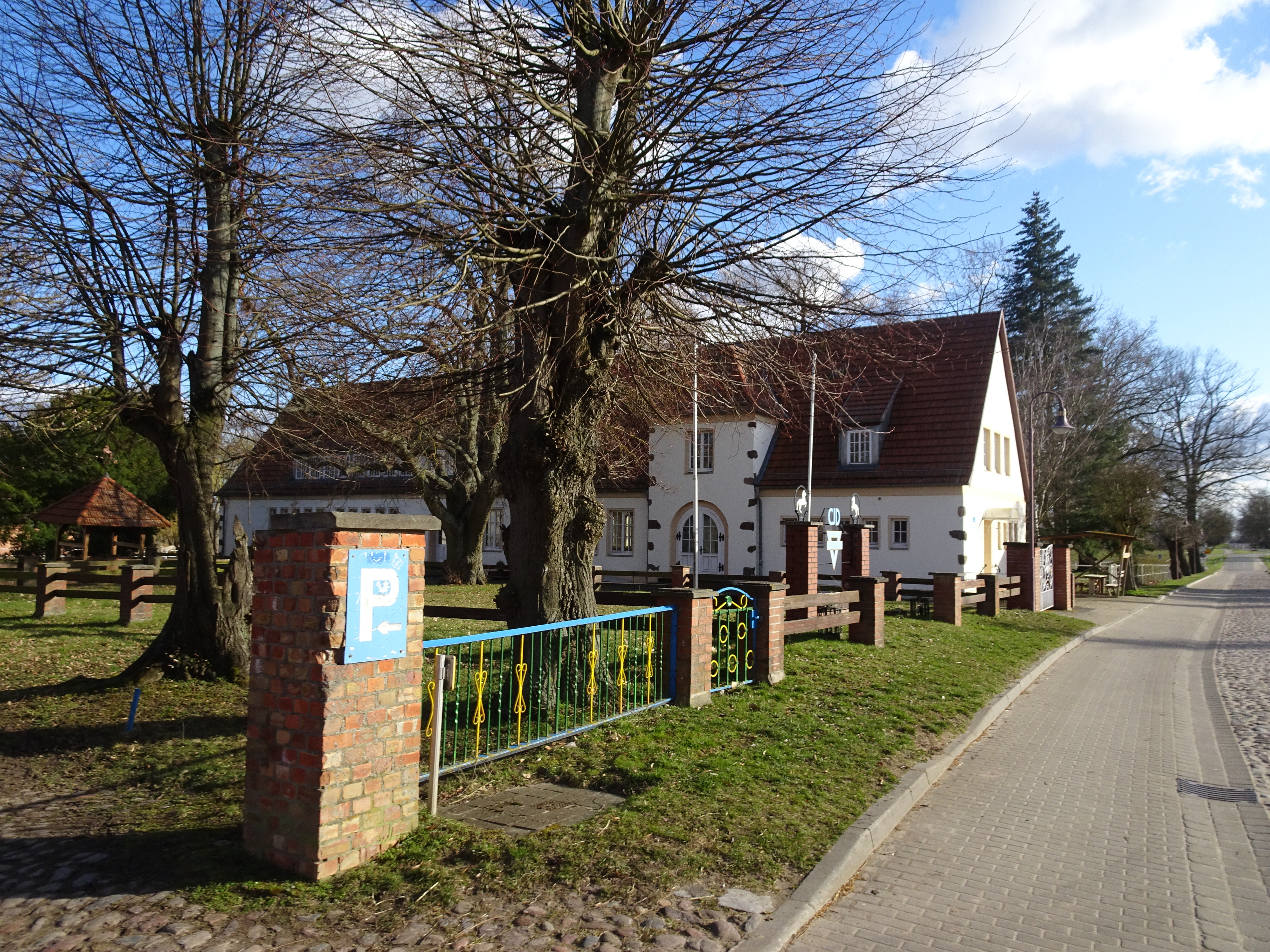
Gut Billberge

Das Gut Billberge wurde nach 1945 in das Volkseigene Gut Arneburg eingegliedert. Bekannt wurde es nach 1951 als Lehrbetrieb für Melker, Pflanzenbauer, Schweinezüchter und Landmaschinenschlosser.  Seit 1991 war der ehemalige Gutshof ein Standort des Christlichen Jugenddorfwerks Deutschlands, das dort junge Menschen betreute und begleitete. Bis zum Sommer 2018 gab es dort eine überbetriebliche Ausbildung für Jugendliche, die aufgrund einer Lernbehinderung keinen Schulabschluss hatten und die deshalb keine normale Lehre aufnehmen konnten. Die Einstellung der beruflichen Ausbildung erfolgte wegen des nachlassenden Bedarfs. Im Jahre 2011 wurde berichtet, dass in der Einrichtung in 20 Jahren mehr als 1000 junge Männer und Frauen eine Berufsausbildung erhalten hatten. Seit 2019 plante der CJD den Umzug seiner Familienangebote in eine „städtische Umgebung“. Anfang April 2023 war der Umzug zum neuen Standort in Genthin abgeschlossen.

### Archäologie
Paul Kupka berichtet 1938, dass in der Gegend um Billberge zwei Steingeräte gefunden wurden: Eine aus schiefrigem Granit gearbeitete Axt mit angefangenem Schaftloch und eine etwas beschädigte Lanzenspitze aus Feuerstein.

### Herkunft des Ortsnamens
Heinrich Sültmann meint der Name 1444 billeberge, 1472 bileberg bezeichnet im Mittelhochdeutschen eine „Umhegung zum Fangen des Wildes“, abgeleitet aus „bilen“ für „verbellen“
des Wildes und „berge“ für „bergen“.

### Eingemeindungen
Billberge gehörte ursprünglich zum Arneburgischen Kreis der Mark Brandenburg in der Altmark. Zwischen 1807 und 1813 lag es im Kanton Arneburg auf dem Territorium des napoleonischen Königreichs Westphalen. Danach kam das Rittergut Billberge zum Kreis Stendal, dem späteren Landkreis Stendal.
Am 30. September 1928 wurde der Gutsbezirk Billberge mit der Landgemeinde Storkau und dem Gutsbezirk Storkau zu einer Landgemeinde Storkau zusammengelegt. Seit der Eingemeindung von Storkau (Elbe) nach Tangermünde am 1. Januar 2010 ist Billberge ein Ortsteil von Tangermünde und gehört zur Ortschaft Storkau (Elbe).

### Einwohnerentwicklung
| Jahr | Einwohner |
| ---- | --------- |
| 1772 | 19        |
| 1790 | 34        |
| 1798 | 37        |
| 1802 | 23        |
| 1818 | 29        |

| Jahr | Einwohner |
| ---- | --------- |
| 1840 | 62        |
| 1864 | 83        |
| 1871 | 70        |
| 1885 | 66        |
| 1892 | [00]62    |

| Jahr | Einwohner |
| ---- | --------- |
| 1895 | 56        |
| 1900 | [00]51    |
| 1905 | 87        |
| 1910 | [00]39    |
| 2015 | [00]26    |

| Jahr | Einwohner |
| ---- | --------- |
| 2018 | [00]30    |
| 2019 | [00]35    |
| 2021 | [0]28     |
| 2022 | [0]10     |

Quelle, wenn nicht angegeben, bis 1905:

## Religion
- Die evangelische Kirchengemeinde Billberge mit der Gutskapelle Billberge, einer Staffelder Nebenkirche, gehörte 1903 zur Pfarrei Staffelde.[26] Seit 1998 gehört Billberge zum Kirchenkreis Stendal.[1] Die Evangelischen der Ortschaft Staffelde werden heute betreut vom Pfarrbereich St. Jacobi in Stendal im Kirchenkreis Stendal im Bischofssprengel Magdeburg der Evangelischen Kirche in Mitteldeutschland.[27] Die ältesten überlieferten Kirchenbücher für Billberge stammen aus dem Jahre 1726.[28]
- Die katholischen Christen gehören zur Pfarrei St. Anna in Stendal im Dekanat Stendal im Bistum Magdeburg.[29]

## Kultur und Sehenswürdigkeiten

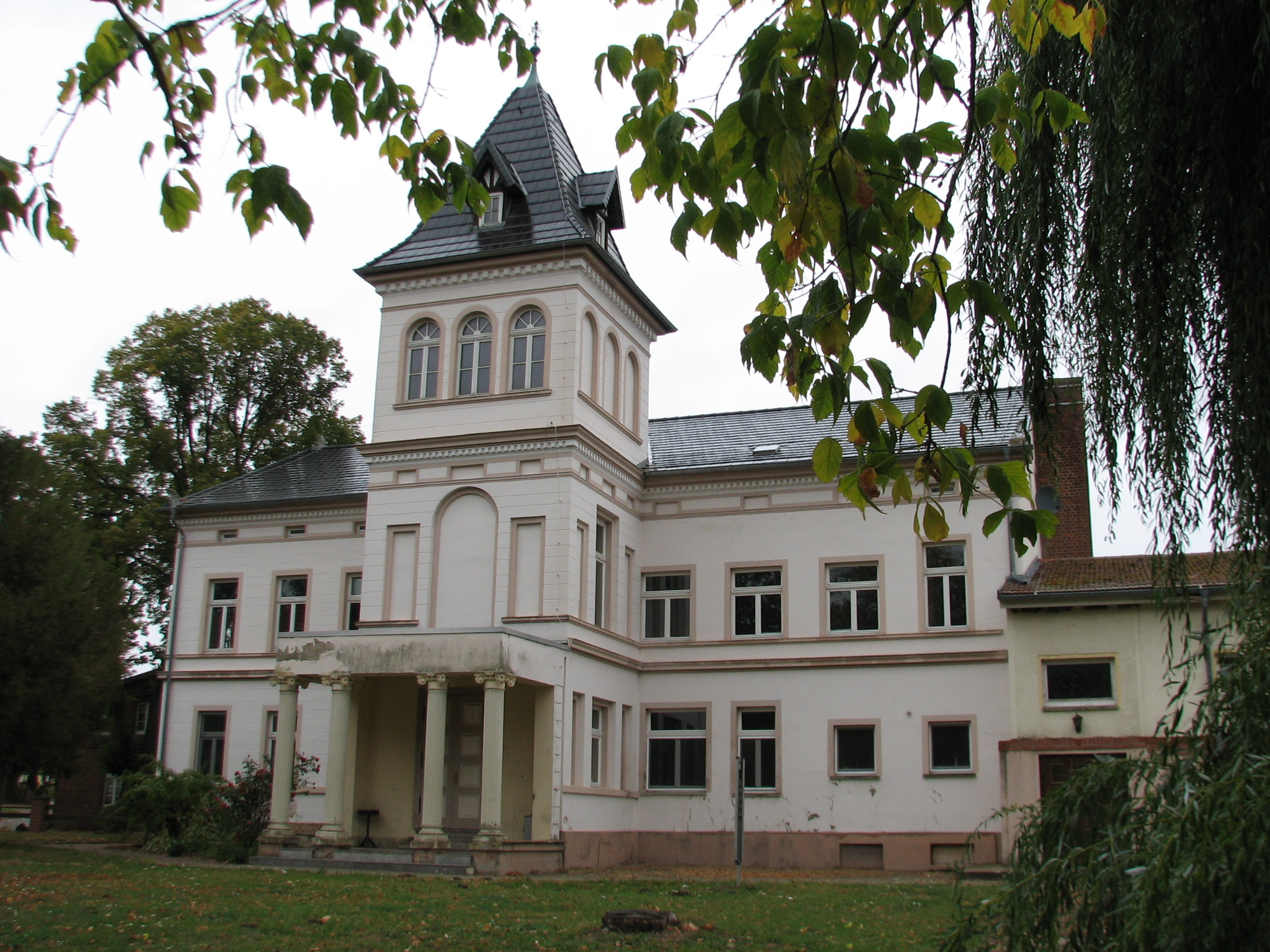
Gutshaus Billberge

- Die ehemalige Gutskapelle wurde 1840 auf den Grundmauern der alten Kirche unter Verwendung des alten Steinmaterials als neogotischer verputzter Feldsteinbau errichtet.[19] 1915 war die Kapelle so baufällig, dass sie der Deichhauptmann Friedrich Bethge vollständig erneuern ließ.[18] 1932 brannte sie nach einem Blitzschlag aus und wurde 1934 wiederhergestellt. Die letzte Renovierung erfolgte 1996/97. An der Südseite der Kirche befindet sich ein frei stehendes Mausoleum der Gutsbesitzerfamilie Bethge.[30]
- Der Ortsfriedhof liegt an der Kapelle.
- Das Gutshaus ist ein großzügiger klassizistischer Bau aus der Mitte des 19. Jahrhunderts, der aus 11 Achsen besteht. Auf der Hofseite ist ein repräsentativer dreiachsiger Turm vorgesetzt.[31]
- Der Reit- und Sportverein mit über 100 Mitgliedern bietet unter anderem Reitkurse an. Der Verein entstand nach der Wende mit Unterstützung des Christlichen Jugenddorfwerks (CJD), das auch als Träger agierte. Vorgänger des Vereins war die 1966 gegründete BSG Traktor Sanne-Billberge.[32][33]

## Wirtschaft
Im August 2023 wurde berichtet, dass das Gut von der dafür errichteten „Gut Billberge GmbH“ erworben wurde und nun als Dorf mit 13 Bauplätzen und 14 Wohnungen neu gestaltet und entwickelt wird.
Es entsteht das Wohnbaugebiet „Am Brunnenweg“.

## Persönlichkeiten
Die deutsche Pädagogin und Schriftstellerin Eleonore Heerwart (1835–1911) war einige Zeit als Erzieherin auf dem Rittergut Billberge tätig.